# Корретхер, Хуан Антонио
Хуан Антонио Корретхер Монтес (исп. Juan Antonio Corretjer Montes, 3 марта 1908 — 19 января 1985) — пуэрто-риканский революционер, поэт и писатель, участник борьбы за независимость Пуэрто-Рико, генеральный секретарь Националистической партии Пуэрто-Рико.